# Ситцевой, Николай Гаврилович
Николай Гаврилович Ситцевой (19 декабря 1922, Харьков, УССР— 19 августа 1981, СССР) — советский военачальник, генерал-майор, кавалер шести орденов Красной Звезды.

## Биография
В РККА призван в сентябре 1939 года Сталинским районным военным комиссариатом Харькова. Служил начальником артиллерийского снабжения 899-го артиллерийского полка с момента формирования последнего, в составе 337-й стрелковой дивизии 27-й армии 3-го Украинского фронта.
После войны продолжил служить в армии.  Службу закончил в 1975 году  в должности начальника одного из управлений Главного управления эксплуатации ракетного вооружения РВСН.

## Родственники
- Супруга — Ситцевая Галина Акимовна
- Сын — Ситцевой Олег Николаевич
- Дочь — Ситцевая Ирина Николаевна

## Звания
- старший техник-лейтенант;
- капитан;
- генерал-майор.

## Награды
СССР
- орден Отечественной войны 2-й степени (28.05.1945)[1];
- шесть орденов Красной Звезды (23.05.1943[1], 3.11.1943[1], 30.12.1956[1][3], 1961[1], 1966[1], 1972[1])
- медали, в том числе:
  - «За боевые заслуги» (15.11.1950)[3];
  - «За оборону Кавказа» (1944)[1];
  - «За победу над Германией в Великой Отечественной войне 1941—1945 гг.» (1945)[1];
  - «За взятие Будапешта» (1945)[1];
  - «Ветеран Вооружённых Сил СССР» (1976);
  - «За безупречную службу» 1-й степени (1961)[1].

Других стран
- медаль «За укрепление дружбы по оружию» II степени (20.03.1970, ЧССР)[4]
- медаль «30 лет освобождения Чехословакии Советской Армией» (29.08.1974, ЧССР)[4]
- медаль «30 лет освобождения Румынии» (18.11.1974, СРР)[5]